# Nicias (kunstenaar)
Nicias (2e helft 4e eeuw v.Chr.), was een Atheens kunstschilder, beroemd geworden als decorateur van marmeren beelden. 
Pompejaanse kopieën geven thans nog een indruk van zijn werk, dat volgens Plinius werd gekenmerkt door een bijzondere aandacht voor de weergave van licht en schaduw en voor de uitbeelding van vrouwenfiguren.
- Gemeinsame Normdatei: 142686379
- Union List of Artist Names: 500060025
- Virtual International Authority File: 96085233